# کاراجیلو
کاراجیلو (اسپانیایی: [kaɾa'xiʝo, -ʎo]) نوشیدنی قهوه ای است که به آن مشروب اضافه می‌شود. مشابه قهوه ایرلندی، به‌طور سنتی در اسپانیا و چندین کشور آمریکایی اسپانیایی‌تبار مانند کلمبیا و ونزوئلا سرو می‌شود، در آنها معمولاً با براندی تهیه می‌شود. کوبا، جایی که معمولاً به آن رام اضافه می‌شود و در مکزیک، جایی که مسکال یا لیکور قهوه مانند کالوا یا تیا ماریا یا معمولاً لیکور ۴۳، ممکن است استفاده شود. ادویه‌هایی مانند دارچین و میوه‌هایی مانند پوست لیمو معمولاً به نسخه‌های پیچیده‌تر در اسپانیا اضافه می‌شوند. کاراجیلو معمولاً در یک لیوان کوچک سرو می‌شود.

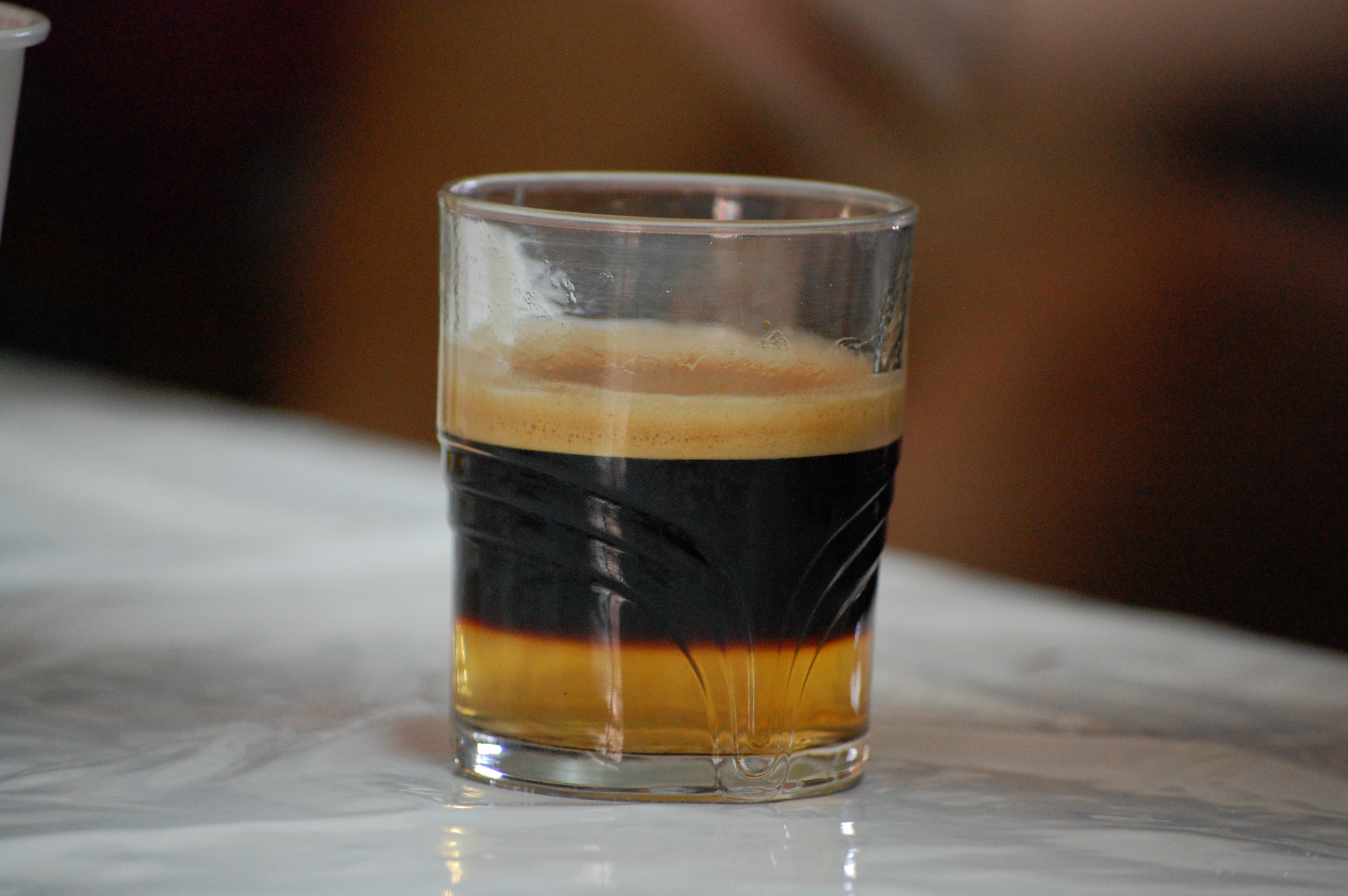
کاراجیلو ، مخلوط نشده
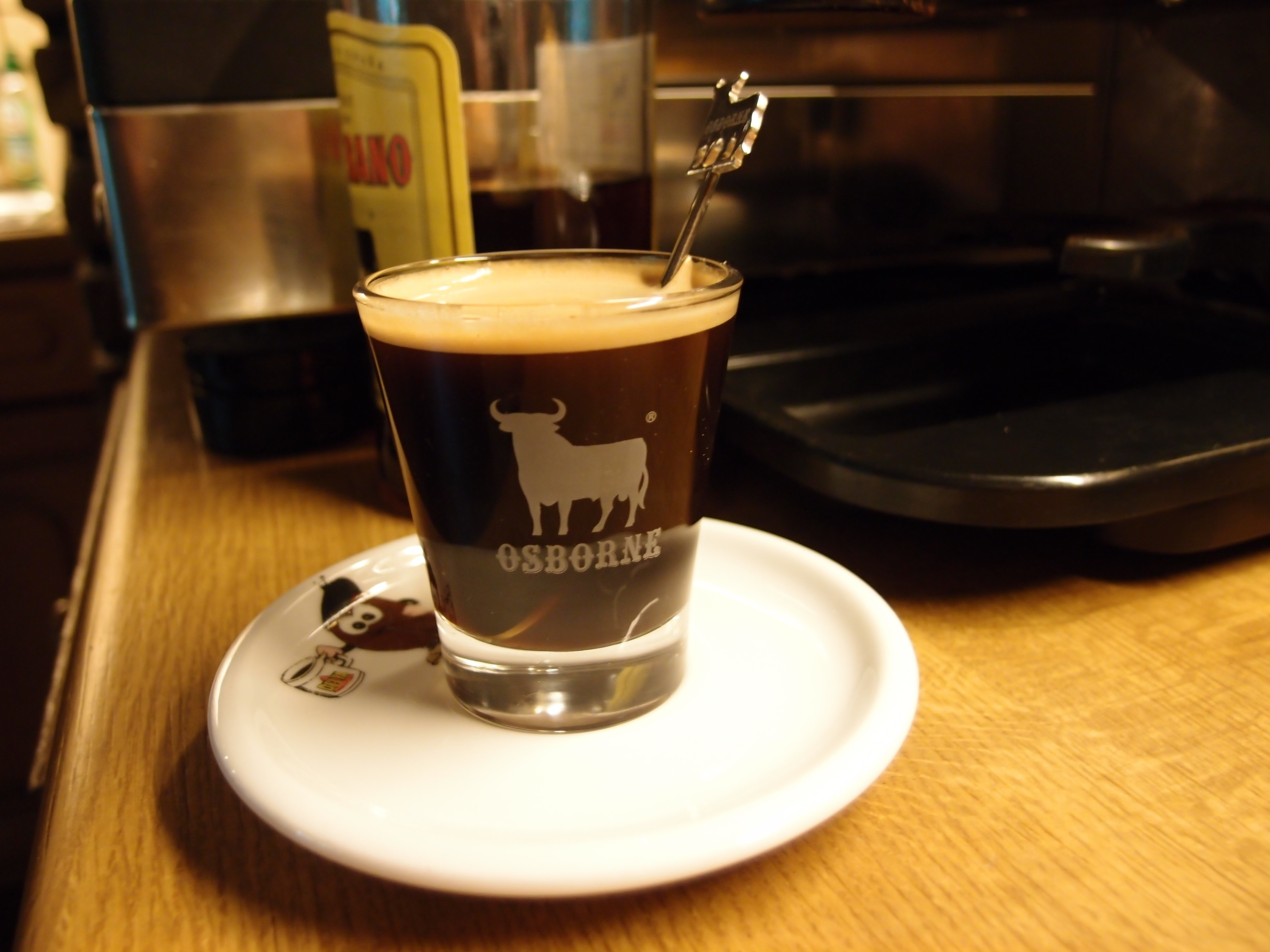
کاراجیلو در یک لیوان گاونر آزبورن